# Jean Reno
Jean Reno (født 30. juli 1948) er en fransk skuespiller. Han har arbejdet både på fransk og engelsk og har ikke alene optrådt i en række succesfulde Hollywood film, såsom Godzilla, The Da Vinci Code, Mission: Impossible og Ronin, men også i en række europæiske produktioner såsom Léon og den italienske film fra 2005 The Tiger and the Snow.

## Biografi

### Tidlige år
Reno blev født som Juan Moreno y Herrera Jiménez (også skrevet  Don Juan Moreno y Herrera  Jiménez) i Casablanca i Marokko. Hans spanske forældre fra Andalusien stammede fra Sanlúcar de Barrameda og Jerez de la Frontera, og var flyttet til Nordafrika for at finde arbejde og undslippe fra diktaturet under Francisco Franco. Reno flyttede til Frankrig i en alder af 17 år. Hans mor døde mens han var teenager. Reno er en tidligere student fra Cours Simon. Han blev opdraget som katolik.

### Karriere
På grund af sin høje brede skikkelse (188 cm) spillede han fortrinsvis skurkeroller i starten af sin karriere. På grund af sine evner som skuespiller er han brudt ud af denne stereotype rolle og har spillet alt fra hovedpersoner i romantiske komedier til aktion-helte. Renos karriere begyndte i fransk film hvor han optrådte i mange af Luc Bessons film, herunder Bessons første kortfilm, L'Avant dernier. De to har fortsat med at arbejde sammen gennem deres karrierer, i film som er produceret, skrevet eller instrueret af Besson, selv om de film hvor han er blevet mest populær, herunder Nikita (1990), og de engelsksprogede film The Big Blue (1988), og Léon (1994) (kendt som The Professional i USA) viser en ung Natalie Portman. Hertil kommer at han indtalte den franske stemme til Mufasa i den franske udgave af Løvernes Konge, en rolle som oprindelig tilfaldt James Earl Jones.
Reno har været stjerne i så højt profilerede amerikanske film som French Kiss (1995) med Meg Ryan og Kevin Kline, Mission: Impossible (1996) med Tom Cruise, Ronin (1998) med Robert De Niro og Godzilla (1998), der betød at Reno afslog rollen som Agent Smith i The Matrix. Han har ikke undladt at fortsætte med at lave franske film – f.eks. Les Visiteurs (1993) (som senere blev genindspillet på engelsk som Just Visiting i 2001) og The Crimson Rivers (2000). I 2006, spillede han en fremtrædende rolle i genindspilningen af The Pink Panther og dens efterfølger, hvor han spillede Gilbert Ponton Inspector Clouseau partner overfor Steve Martin, ligesom han spillede kaptajn Bezu Fache i Ron Howards film The Da Vinci Code.
I andre medier var Reno involveret i fremstillingen af den tredje version af den populære PlayStation 2 serie Onimusha (Onimusha 3: Demon Siege), hvor han lagde skikkelse til helten, Jacques Blanc, og leverede stemme til personens franske replikker. Reno har også optrådt i United Parcel Services reklamer på TV.

### Personlige liv
Den 29. juli 2006 giftede Reno sig med modellen og skuespilleren Zofia Borucka, 35, på rådhuset i  Baux-de-Provence i Sydfrankrig. Den franske præsident (dengang kun præsidentkandidat) Nicolas Sarkozy var hans forlover. (Reno understøttede Sarkozy ved det franske præsidentvalg i 2007.) Han har været gift to gange før og har fire børn, to fra hvert ægteskab. Hans første kone var Geneviève, med hvem han har en datter Sandra (født i 1978), og en søn Mickael (født i 1980). Hans anden kone er modellen Nathalie Dyszkiewicz, med hvem han har en søn, Tom (født 1996), og en datter, Serena (født 1998). Han har hjem i Paris, Malaysia og Los Angeles.
Han er en stor fan af Elvis Presley og han imitere Elvis' stemme. Han brugte sin "Thank you very much" imitation i en scene i filmen Godzilla da manuskriptet forlangte at hans person skulle fremstå som en amerikaner.

## Filmografi

### Film og TV
| År   | Titel                                                                                          | Rolle                                                        | Noter                                                                                           |
| ---- | ---------------------------------------------------------------------------------------------- | ------------------------------------------------------------ | ----------------------------------------------------------------------------------------------- |
| 1980 | The Moroccan Stallion                                                                          |                                                              |                                                                                                 |
| 1982 | La Passante du Sans-Souci                                                                      |                                                              |                                                                                                 |
| 1983 | Le Dernier Combat                                                                              |                                                              |                                                                                                 |
| 1985 | Le téléphone sonne toujours deux fois!!                                                        | Marraines fortrolige                                         |                                                                                                 |
| 1985 | Subway                                                                                         | The Drummer                                                  |                                                                                                 |
| 1988 | Le Grand Bleu (Det blå dyb)                                                                    | Enzo Molinari                                                |                                                                                                 |
| 1990 | L'Homme au masque d'or                                                                         | Fader Victorio Gaetano                                       |                                                                                                 |
| 1990 | Nikita                                                                                         | Victor, nettoyeur                                            |                                                                                                 |
| 1991 | Loulou Graffiti                                                                                | Pique la Lune                                                |                                                                                                 |
| 1991 | L'Opération Corned-Beef                                                                        | Capitaine Philippe Boulier, dit 'Le Squale'/Captain Philippe |                                                                                                 |
| 1992 | Kurenai no buta                                                                                | Porco Rosso                                                  | Stemme                                                                                          |
| 1993 | La Vis                                                                                         | Monsieur K                                                   |                                                                                                 |
| 1993 | Paranoïa                                                                                       |                                                              |                                                                                                 |
| 1993 | Flight from Justice                                                                            | Charlie Bert                                                 | TV                                                                                              |
| 1993 | Les Visiteurs                                                                                  | Godefroy de Papincourt, Comte de Montmirail                  |                                                                                                 |
| 1994 | Léon                                                                                           | Leon                                                         |                                                                                                 |
| 1995 | Les Truffes                                                                                    | Patrick                                                      |                                                                                                 |
| 1995 | French Kiss                                                                                    | Inspector Jean-Paul Cardon                                   |                                                                                                 |
| 1995 | Al di là delle nuvole                                                                          | Carlo                                                        |                                                                                                 |
| 1996 | Mission: Impossible                                                                            | Franz Krieger                                                |                                                                                                 |
| 1996 | Le Jaguar                                                                                      | Jean Campana                                                 |                                                                                                 |
| 1997 | Roseanna's Grave                                                                               | Marcello                                                     |                                                                                                 |
| 1997 | Un amour de sorcière                                                                           | Molok                                                        |                                                                                                 |
| 1997 | Les Soeurs Soleil                                                                              | Un spectateur                                                |                                                                                                 |
| 1998 | Les Visiteurs II: Les Couloirs du temps                                                        | Comte Godefroy de Montmirail, dit Godefroy                   |                                                                                                 |
| 1998 | Godzilla                                                                                       | Philippe Roaché                                              |                                                                                                 |
| 1998 | Ronin                                                                                          | Vincent                                                      |                                                                                                 |
| 2000 | De blodrøde floder (Les Rivières pourpres)                                                     | Pierre Niemans                                               |                                                                                                 |
| 2001 | Just Visiting                                                                                  | Count Thibault of Malfete                                    |                                                                                                 |
| 2001 | Wasabi                                                                                         | Hubert Fiorentini                                            |                                                                                                 |
| 2002 | Décalage horaire                                                                               | Felix                                                        |                                                                                                 |
| 2002 | Rollerball                                                                                     | Alexis Petrovich                                             |                                                                                                 |
| 2003 | Tais-toi!                                                                                      | Ruby                                                         |                                                                                                 |
| 2004 | Onimusha 3: Demon Siege (Capcom-baseret populær serie)                                         | Stemme og personmodel for Jacques Blanc                      |                                                                                                 |
| 2004 | De blodrøde floder 2: Apokalypsens engle (Les Rivières pourpres II: Les anges de l'apocalypse) | Commissaire Niemans                                          |                                                                                                 |
| 2004 | Hotel Rwanda                                                                                   | Mr. Tillens (ukrediteret)                                    |                                                                                                 |
| 2004 | L'Enquête Corse                                                                                | Ange Leoni                                                   |                                                                                                 |
| 2005 | Ulvenes rige (L'Empire des loups)                                                              | Jean-Louis Schiffer                                          |                                                                                                 |
| 2005 | The Tiger and the Snow                                                                         | Fuad                                                         |                                                                                                 |
| 2006 | The Pink Panther                                                                               | Gilbert Ponton                                               |                                                                                                 |
| 2006 | Flyboys                                                                                        | Captain Thenault                                             |                                                                                                 |
| 2006 | The Da Vinci Code                                                                              | Captain Bezu Fache                                           |                                                                                                 |
| 2006 | Skyllet væk (Flushed Away)                                                                     | Le Frog                                                      | stemme                                                                                          |
| 2008 | Ca$h                                                                                           | Maxime - Dubreuil                                            |                                                                                                 |
| 2009 | The Pink Panther 2                                                                             | Gilbert Ponton                                               |                                                                                                 |
| 2009 | Blindés                                                                                        | Quinn                                                        | afventer udsendelse                                                                             |
| 2009 | Thérapie de couples                                                                            | TBA                                                          |                                                                                                 |
| 2010 | The Philosopher                                                                                | Baggio                                                       |                                                                                                 |
| 2010 | L'immortel                                                                                     | Charly Matteï                                                |                                                                                                 |
| 2010 | La rafle                                                                                       | Dr. David Sheinbaum                                          |                                                                                                 |
| 2011 | Margaret                                                                                       | Ramon                                                        |                                                                                                 |
| 2011 | On ne choisit pas sa famille                                                                   | Docteur Luix                                                 | (post-production)                                                                               |
| 2012 | Alex Cross                                                                                     | Giles Mercier                                                |                                                                                                 |
| 2012 | The Chef                                                                                       | Alexandre Lagarde                                            |                                                                                                 |
| 2012 | Le Jour des Corneilles                                                                         | Le père Courge                                               |                                                                                                 |
| 2013 | Days and Nights                                                                                | Louis                                                        |                                                                                                 |
| 2014 | My Summer in Provence                                                                          | Paul                                                         |                                                                                                 |
| 2014 | Hector and the Search for Happiness                                                            | Dr. Diego Baresco                                            |                                                                                                 |
| 2014 | fr (Benoît Brisefer : Les Taxis rouges)                                                        | Poilonez                                                     |                                                                                                 |
| 2015 | The Squad                                                                                      | Serge Buren                                                  |                                                                                                 |
| 2015 | Brothers of the Wind                                                                           | Danzer                                                       |                                                                                                 |
| 2016 | The Last Face                                                                                  | Dr. Mehmet Love                                              |                                                                                                 |
| 2016 | The Visitors: Bastille Day                                                                     | Comte Godefroy de Montmirail                                 |                                                                                                 |
| 2016 | The Promise                                                                                    | Admiral Fournet                                              |                                                                                                 |
| 2017 | Mes trésors                                                                                    | Patrick                                                      |                                                                                                 |
| 2017 | The Girl in the Fog                                                                            | Augusto Flores                                               |                                                                                                 |
| 2017 | The Adventurers                                                                                | Pierre                                                       |                                                                                                 |
| 2019 | 4 Latas                                                                                        | Jean Pierre                                                  | German title: Renault 4                                                                         |
| 2019 | Cold Blood                                                                                     | Henry                                                        |                                                                                                 |
| 2019 | The Lion King                                                                                  | Mufasa (voice)                                               | Fransk stemme                                                                                   |
| 2019 | Polina and the Mystery of a Film Studio                                                        | Screen Hologram                                              |                                                                                                 |
| 2020 | Waiting for Anya                                                                               | Henri                                                        |                                                                                                 |
| 2020 | Da 5 Bloods                                                                                    | Desroche                                                     | Nominated – Screen Actors Guild Award for Outstanding Performance by a Cast in a Motion Picture |
| 2020 | Rogue City                                                                                     | Ange Leonetti                                                | Netflix film                                                                                    |
| 2020 | The Doorman                                                                                    | Victor Dubois                                                |                                                                                                 |
| 2021 | Promises                                                                                       | Grandpa                                                      |                                                                                                 |
| 2024 | Lift                                                                                           | Lars Jorgenson                                               |                                                                                                 |
| 2024 | My Penguin Friend                                                                              | João                                                         |                                                                                                 |
| 2024 | Family Pack                                                                                    | Gilbert Vassier                                              | Fransk titel: Loups-garous                                                                      |
| 2024 | Babygirl                                                                                       |                                                              | Post-production                                                                                 |
| TBA  | Tuner                                                                                          |                                                              | Filming                                                                                         |